# 1107

## Události
- květen – počátkem měsíce dobyl Svatopluk (Olomoucký) Prahu a stal se českým knížetem.

## Narození
Česko
- ? – Václav Jindřich Olomoucký, syn českého knížete Svatopluka († 1. března 1130)

Svět
- 12. června – Kao-cung, vládce čínské říše Sung († 9. listopadu 1187)
- ? – Jindřich II. Babenberský, falckrabě rýnský, rakouský markrabě, bavorský a rakouský vévoda († 13. ledna 1177)
- ? – Enrico Dandolo, benátský dóže, vedl čtvrtou křížovou výpravu proti Byzantskému císařství († 21. června1205)

## Úmrtí
- 8. ledna – Edgar Skotský, král skotský (* okolo 1074)
- ? – Kilič Arslan I., rúmský sultán (* 1079)

## Hlavy států
- České knížectví – Bořivoj II. – Svatopluk Olomoucký
- Svatá říše římská – Jindřich V.
- Papež – Paschalis II.
- Anglické království – Jindřich I. Anglický
- Francouzské království – Filip I.
- Polské knížectví – Zbygněv – Boleslav III. Křivoústý
- Uherské království – Koloman
- Byzantská říše – Alexios I. Komnenos
- Jeruzalémské království – Balduin I.